# Salning (fartyg)
Salning är en del av konstruktionen som sammanfogar undermast och märsstång- eller bramstång (även kallat toppar) på ett segelfartyg.

## Om salning

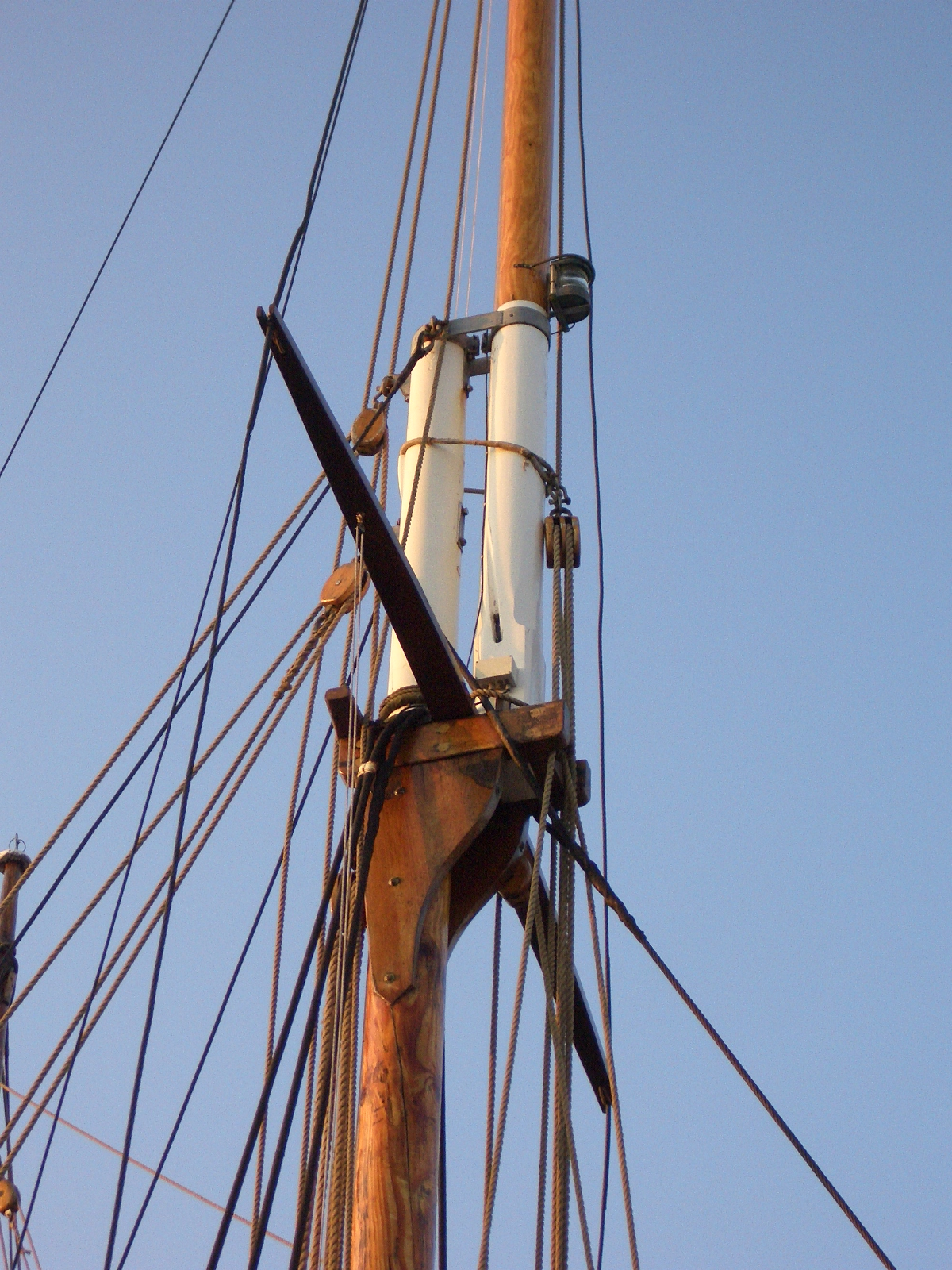
Salningen vid övergången mellan mast och toppstång

När segelfartygen var så stora att det inte gick att konstruera en hel mast av trä tvingades man bygga masten i olika etapper. För att fördela delarna användes salningar. Idag förväxlas lätt vantspridaren med att vara en salning eller ett salningshorn. När man pratar om salning generellt syftar man på den anordning som stöder och förenar foten av en stång med nedanförvarande mast. Salningar är då de balkar som bär upp en märs. Undermast och toppstänger förbinds alltså med hjälp av salningarna som återfinns i vad som kallas märsplattformen. Salningen håller även fast och sprider den stående riggen (stag, vant och barduner).

## Virke och typ
En salning består oftast av trä- eller järn och kan byggas som antingen tvär- eller långsalning. Tvärsalningar (på engelska cross-trees) byggs tvärskepps och vilar på långsalningarna. Långsalningar (på engelska trestletrees) är byggda långskepps. Långsalningarna byggs i regel under tvärsalningarna och vilar på det som kallas kindback under märsen. Vid salning av bramstången kan salningen även benämnas bramsalning eller överbramsalning, beroende på vid vilken fot den sitter. Salningshorn kallas de yttersta ändarna av tvärträna där vanten går igenom. Salning i märs, vid stångens fot, förekommer oftare på mindre fartyg och ångbåtar.

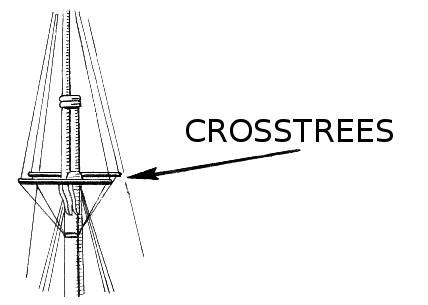
Tvärsalningar (på engelska cross-trees eller crosstrees)

## Segelfartyg
Ostindiefararen Götheborg hade tre undermaster, fock-, stor- och mesanmast. Undermasterna på fartyget var gigantiska pjäser och mycket svåra att manövrera på den tiden med handdrivna kranar och taljor. Då valde man att förlänga masterna med stänger. Ovanpå undermasterna fästes märsstång, eller bramstång. För att fira stången styrde man in toppen av den i ett fyrkantigt hål mellan långskeppssalningarna framför masten, sedan vidare genom eselhuvudet. Vid hårt väder var det en fördel att kunna justera stängerna alternativt byta ut dem om någon gått sönder. Vid orkanstyrka var det praktiskt att kunna justera stängerna så att vinddraget minskade. 

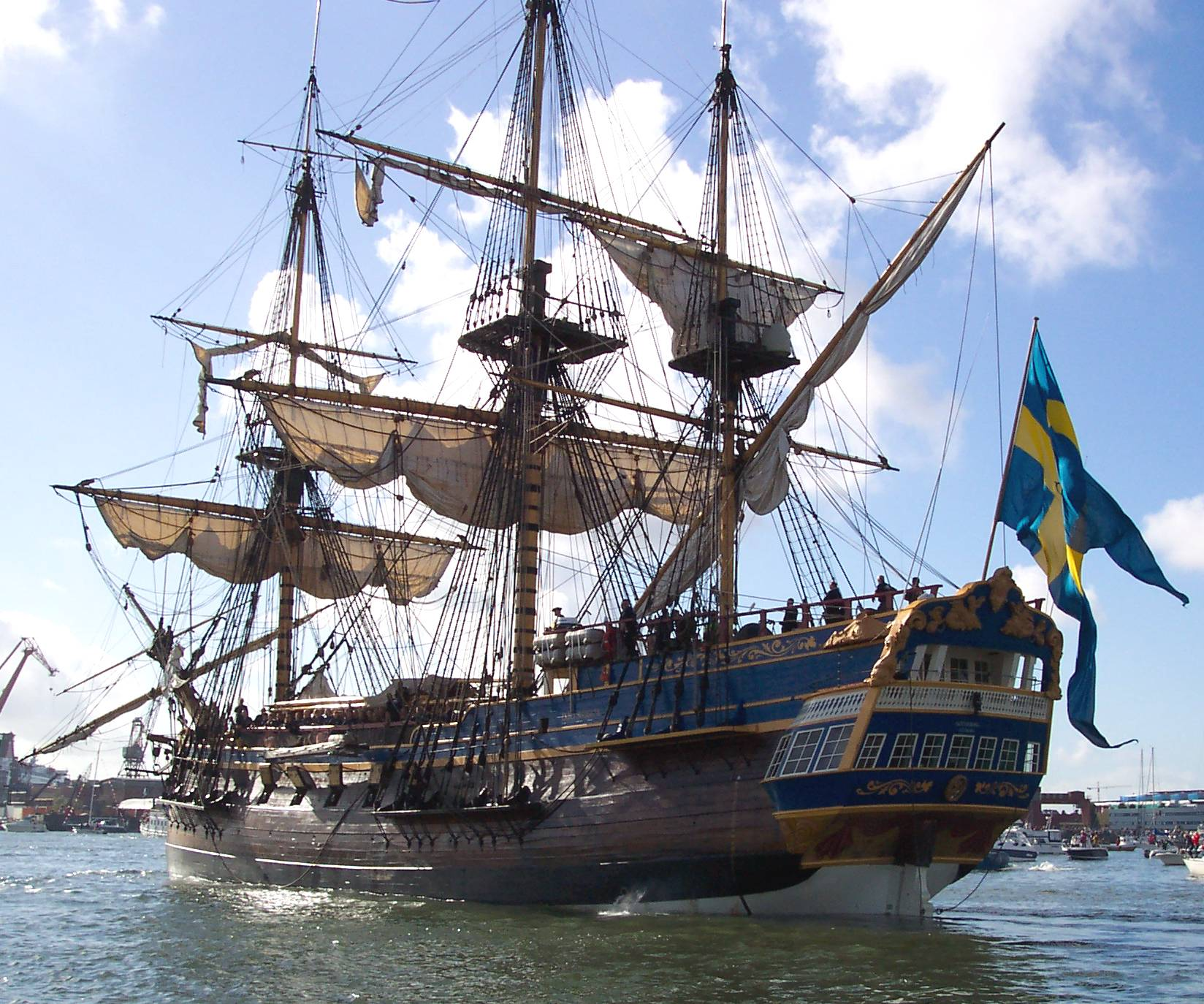
Ostindiefararen Götheborg